# Dorel Simion
Dorel Simion (ur. 13 lutego 1977 w Bukareszcie) – rumuński bokser, medalista olimpijski, a także mistrz świata i Europy.

## Kariera amatorska
W 1997 roku zdobył złoty medal na mistrzostwach świata w Budapeszcie. W finale jego rywalem był Paata Gwasalija.
W 1998 roku zdobył złoty medal na mistrzostwach Europy w Mińsku. W finale pokonał Turka Nurhana Süleymanoğlu.
W 2000 roku zdobył brązowy medal podczas igrzysk olimpijskich w Sydney. W półfinale przegrał z Olegiem Saitowem, który zdobył złoty medal.